# Sebastián Vidal
Sebastián Vidal (Lanús, Provincia de Buenos Aires, Argentina; 18 de abril de 1989) es un exfutbolista argentino. Jugaba como mediocampista central y su primer equipo fue Boca Juniors. Su último club antes de retirarse fue Excursionistas.
Actualmente es el Secretario de Deportes del Partido de Avellaneda, en la Provincia de Buenos Aires.

## Trayectoria
Sebastián Vidal hizo las inferiores desde los 9 años en Boca Juniors, y si bien no jugó partidos oficiales, tuvo la chance de disputar algunos amistosos del Torneo de Verano. A principios de 2010, el club Xeneize lo cedió a préstamo por seis meses a la C.A.I. de Comodoro Rivadavia, donde tuvo su debut como profesional.
El altísimo nivel que mostró en el equipo sureño hizo que Unión de Santa Fe se fijara en él, por lo que Boca Juniors vuelve a cederlo a préstamo, esta vez a la institución santafesina. 
En Unión de Santa Fe tuvo un rendimiento sobresaliente y se convirtió en uno de los titulares indiscutidos del equipo de Frank Darío Kudelka que logró el ascenso a la Primera División en 2011.
Para la temporada 2011/2012 en Primera División le fue asignado el dorsal número 5. Debutó en Primera División el 5 de agosto de 2011, en el empate de Unión de Santa Fe 1 a 1 ante Argentinos Juniors.
En 2012 fue cedido a Patronato de Paraná de la Primera B Nacional, donde tuvo un altísimo rendimiento, siendo uno de los mejores 5 de la categoría. A mediados de 2013 regresó a Boca, Carlos Bianchi lo seguía muy de cerca aunque finalmente no fue tenido en cuenta y formó parte del equipo de Reserva durante toda la temporada. En 2014 pasó a préstamo a Temperley, donde consiguió nuevamente el ascenso a Primera División aunque no pudo tener continuidad debido a las lesiones. En 2016 arribó a Estudiantes de Caseros.

## Clubes
| Club                         | País      | Año       |
| ---------------------------- | --------- | --------- |
| Boca Juniors                 | Argentina | 2009      |
| C.A.I. de Comodoro Rivadavia | Argentina | 2010      |
| Unión de Santa Fe            | Argentina | 2010-2012 |
| Patronato de Paraná          | Argentina | 2012-2013 |
| Boca Juniors                 | Argentina | 2013-2014 |
| Temperley                    | Argentina | 2014-2015 |
| Estudiantes de Caseros       | Argentina | 2016      |
| Dock Sud                     | Argentina | 2017-2018 |
| Excursionistas               | Argentina | 2018-2019 |

### Estadísticas
- Actualizado al final de su carrera deportiva

| Club                      | Div.                | Temporada           | Liga | Liga | Copa Nacional | Copa Nacional | Copa Internacional | Copa Internacional | Total | Total |
| Club                      | Div.                | Temporada           | PJ   | G    | PJ            | G             | PJ                 | G                  | PJ    | G     |
| ------------------------- | ------------------- | ------------------- | ---- | ---- | ------------- | ------------- | ------------------ | ------------------ | ----- | ----- |
| C.A.I. Argentina          |                     |                     |      |      |               |               |                    |                    |       |       |
| 2.ª                       | 2009/10             | 18                  | 0    | -    | -             | -             | -                  | 18                 | 0     |       |
| Total                     | Total               | 18                  | 0    | -    | -             | -             | -                  | 18                 | 0     |       |
| Unión Argentina           |                     |                     |      |      |               |               |                    |                    |       |       |
| 2.ª                       | 2010/11             | 35                  | 0    | -    | -             | -             | -                  | 35                 | 0     |       |
| 1.ª                       | 2011/12             | 15                  | 0    | 0    | 0             | -             | -                  | 15                 | 0     |       |
| Total                     | Total               | 50                  | 0    | 0    | 0             | -             | -                  | 50                 | 0     |       |
| Patronato Argentina       |                     |                     |      |      |               |               |                    |                    |       |       |
| 2.ª                       | 2012/13             | 27                  | 0    | 1    | 0             | -             | -                  | 28                 | 0     |       |
| Total                     | Total               | 27                  | 0    | 1    | 0             | -             | -                  | 28                 | 0     |       |
| Boca Juniors Argentina    |                     |                     |      |      |               |               |                    |                    |       |       |
| 1.ª                       | 2013/14             | 0                   | 0    | 0    | 0             | -             | -                  | 0                  | 0     |       |
| Total                     | Total               | 0                   | 0    | 0    | 0             | -             | -                  | 0                  | 0     |       |
| Temperley Argentina       |                     |                     |      |      |               |               |                    |                    |       |       |
| 2.ª                       | 2014                | 3                   | 0    | -    | -             | -             | -                  | 3                  | 0     |       |
| 1.ª                       | 2015                | 0                   | 0    | 0    | 0             | -             | -                  | 0                  | 0     |       |
| Total                     | Total               | 3                   | 0    | 0    | 0             | -             | -                  | 3                  | 0     |       |
| Estudiantes (C) Argentina |                     |                     |      |      |               |               |                    |                    |       |       |
| 3.ª                       | 2016                | 8                   | 0    | -    | -             | -             | -                  | 8                  | 0     |       |
| Total                     | Total               | 8                   | 0    | -    | -             | -             | -                  | 8                  | 0     |       |
| Dock Sud Argentina        |                     |                     |      |      |               |               |                    |                    |       |       |
| 4.ª                       | 2017/18             | 30                  | 0    | -    | -             | -             | -                  | 30                 | 0     |       |
| Total                     | Total               | 30                  | 0    | -    | -             | -             | -                  | 30                 | 0     |       |
| Excursionistas Argentina  |                     |                     |      |      |               |               |                    |                    |       |       |
| 4.ª                       | 2018/19             | ?                   | 0    | -    | -             | -             | -                  | ?                  | 0     |       |
| 4.ª                       | 2019/20             | ?                   | 0    | -    | -             | -             | -                  | ?                  | 0     |       |
| Total                     | Total               | 56                  | 0    | -    | -             | -             | -                  | 56                 | 0     |       |
| Total en su carrera       | Total en su carrera | Total en su carrera | 192  | 0    | 1             | 0             | -                  | -                  | 193   | 0     |

## Palmarés
| Título                     | Club              | País      | Año  |
| -------------------------- | ----------------- | --------- | ---- |
| Ascenso a Primera División | Unión de Santa Fe | Argentina | 2011 |
| Ascenso a Primera División | Temperley         | Argentina | 2014 |